# معاهدة سيمولامبوكو
تم التوقيع على معاهدة سيمولامبوكو في عام 1885، بين ممثلين عن الحكومة البرتغالية، ومسؤولين في مملكة نغويو. تمت صياغة الاتفاقية ردا على معاهدة برلين، والتي تم الاتفاق فيها بين القوى الاستعمارية الأوروبية حول كيفية تقسيم أفريقيا ، وحول نسبة توزيع المناطق بين تلك القوى.
لم يرغب الإستعمار البرتغالي المترسخ في إفريقيا منذ فترة طويلة، أن يفوت فرصة التنافس على مناطق أفريقية تشمل الأراضي بالقرب من الممتلكات القديمة التابعة لنفوذه، فبدأ في استعمار مناطق أعمق من الموانئ التجارية العديدة التي كانت تحت سيطرته على الساحل الإفريقي منذ أوائل القرن 16th. وعلى نقيض الصراعات العنيفة بين البرتغاليين وبعض الشعوب الأصلية في موزامبيق، كان استعمار كابيندا سلميا.ادعى البرتغال السيادة على كابيندا بناءاً على معاهدة سيمولامبوكو في فبراير 1885، الذي أعطى كابيندا حالة محمية تابعة إلى التاج البرتغالي بناء على طلب من «أمراء وولاة كابيندا».

## المادتين الأولى والثانية
تنص المادة 1 «من المعاهدة على أن أمراء ورؤساء الدول وخلفائهم يعلنون، طوعا، اعترافهم بالسيادة البرتغالية، ووضع كل الأراضي التي توجد تحت حكمهم تحت الحماية البرتغالية ». [4]
المادة 2، والتي تستخدم في كثير من الأحيان في الحجج الانفصالية، يذهب إلى أبعد من ذلك: « يلتزم البرتغال الحفاظ على سلامة الأقاليم الموضوعة تحت حمايتها» .
تم توقيع المعاهدة بين مبعوثين من التاج البرتغالي والأمراء والأعيان من كابيندا، مما أدى إلى دمج ثلاثة ممالك داخل المحمية البرتغالية كابيندا: مملكة نغويو ومملكة لوانغو ومملكة كاكونغو.
أدرجت كابيندا في الإمبراطورية البرتغالية بمعزل عن جارتها الجنوبية أنغولا، في ذلك الوقت، على الرغم من وجودهما المنفصل من خلال نهر الكونغو.
في عام 2005 ، احتفل كابيندانس بالذكرى السنوية الـ 120 للمعاهدة، مما أثار إزعاج المسؤولين الأنغوليين، الذين يرون أن المعاهدة تتعارض مع إدعائهم بأن الإقليم عبارة عن مخبأ. أدى هذا النزاع حول المعاهدة إلى نزاع انفصالي مستمر. [5][6]